# Constantin Alexandru Rosetti
Pour les articles homonymes, voir Rosetti.
Constantin Alexandru Rosetti (2 juin 1816 - 8 avril 1885) est l'une des figures de la renaissance culturelle roumaine, journaliste et homme politique roumain. Il fut l'un des dirigeants de la révolution de 1848 en Valachie et lutta pour l'union des Principautés roumaines.

## Avant 1848
Constantin Alexandru Rosetti étudie au Collège national Saint-Sava de Bucarest, où il a comme professeurs Eftimie Murgu et Jean Alexandre Vaillant. En 1832 (ou 1833) il s’engage dans l'armée, qu’il quittera en août 1836 pour entrer dans l'administration : il est chef de la police à Pitesti en 1842, puis procureur à la Cour civile de Bucarest. Il démissionnera en 1845.
En 1844 il se rend une première fois à Paris, où il fréquente Ion C. Bratianu, le peintre Constantin Daniel Rosenthal, Vasile Mălinescu (ro), Scarlat Vârnav (en). Apprenant la maladie de sa mère, il rentre au pays à l’automne (elle décédera en décembre).
Il retourne à Paris en 1845 et assiste aux cours de Jules Michelet, Edgar Quinet et d'autres représentants de l'esprit révolutionnaire français de l'époque.
Il s'efforce alors, avec l’aide de Scarlat Vârnav, de renforcer les relations entre les étudiants valaques et moldaves, de les unir autour des idées nouvelles d'autodétermination et de justice sociale. C’est dans cette atmosphère que fut créée, en décembre 1845, la Société des étudiants roumains de Paris, dont le but était d'aider les jeunes gens les plus pauvres mais les plus talentueux à étudier à Paris : Ion Ghica en était le président, C. A. Rosetti le secrétaire, et Scarlat Vârnav le trésorier.
Initié en 1844 au sein de la loge maçonnique La Rose du Parfait Silence à Paris, il en gravira tous les degrés. En 1848 il prendra part à l'établissement de la loge Lumière à Bucarest.
Il rentre à Bucarest en juillet-août 1846 pour ouvrir une librairie avec l'économiste autrichien Eric Winterhalder (ro) et le Britannique Effingham Grant (ro) (son futur beau-frère). En novembre 1846, il achète l'imprimerie "L'Association littéraire de Roumanie", qui couvre l'activité de la société secrète Fraternité.
En 1847 il épouse Mary Grant, qui deviendra Maria Rosetti, première femme journaliste en Roumanie, et qui servit de modèle à C.D. Rosenthal pour le tableau La Roumanie révolutionnaire. Mary Grant était la sœur du consul anglais à Bucarest, Effingham Grant, lui-même marié à une Roumaine, Zoia Racovita.

## Révolution de 1848 et exil
Pendant la révolution de 1848, il est l'un des chefs du courant révolutionnaire radical. Il est secrétaire du gouvernement provisoire, préfet de la police à Bucarest et rédacteur en chef du journal Pruncul român (L’enfant roumain).
Après la défaite du gouvernement révolutionnaire, il appartient au premier groupe d'exilés qui quittent le pays en remontant le Danube jusqu’à la frontière autrichienne. De là, il se rend en France et arrive à Paris en décembre 1848. Pendant les années d’exil (1848-1857), il contribue à l'édition de la revue România viitoare (La Roumanie future) ainsi qu’à la revue Republica Română (La République roumaine), qui fait campagne pour l'union d'un État démocratique.

## Retour au pays
De retour au pays en mai 1857, il édite le journal libéral-radical Românul (Roumain). Il joue un rôle important dans l'élection d'Alexandru Ioan Cuza en tant que dirigeant en Valachie. Dans son journal, qui paraîtra pendant près d'un demi-siècle, il plaide pour des réformes démocratiques, pour l'unité nationale et pour l'indépendance du pays.
Il est l'un des dirigeants du Parti libéral national, créé en 1874-1875. Cependant en 1884, en conflit avec Ion Bratianu, il organisera une dissidence libérale. Il a soutenu la proclamation de l'indépendance du pays et la participation de la Roumanie à la guerre russo-turque de 1877-1878.
En 1858, il fonde l'Association des imprimeries de Bucarest, dont il devient le président. Et en 1863 il participe à la création de la caisse d’entraide des imprimeries en Roumanie.
Ministre et président de la Chambre des députés à plusieurs reprises, il a notamment fait partie du premier gouvernement de Carol Ier après avoir soutenu la déposition d’Alexandre Ion Cuza en 1866. Il est par ailleurs maire de Bucarest par deux fois.
En 1867, C.A. Rosetti participe à la fondation de la Société littéraire roumaine, qui devint plus tard l'Académie roumaine.